# Serranus phoebe
Serranus phoebe es una especie de peces de la familia Serranidae en el orden de los Perciformes.

## Morfología
Los machos pueden llegar alcanzar los 20 cm de longitud total.

## Distribución geográfica
Se encuentra desde Bermuda, Carolina del Norte, el noreste del Golfo de México y Yucatán (México) hasta el sureste del Brasil.